# تشولوكاناس
تشولوكاناس (بالإنجليزية: Chulucanas)‏ هي مدينة، تتبع إقليم بيورا، هي عاصمة Morropón province ‏، وتشولوكاناس.